# Tyrique George
Tyrique Aaron Delali Yusuff George (Londen, 4 februari 2006) is een Engels voetballer van Nigeriaanse afkomst die bij voorkeur als vleugelspeler speelt. Hij staat onder contract bij Chelsea.

## Clubcarrière
George begon op achtjarige leeftijd met voetballen bij Chelsea. Op 17 juni 2024 verlengde hij zijn contract tot 2027. Op 29 augustus 2024 debuteerde hij in de UEFA Conference League tegen Servette FC.